# 鍾漢良
鍾 漢良（ウォレス・チョン）は香港の歌手・俳優。 1990年にマクドナルドのCMに出演し芸能界デビュー。 1992年以降はTVBのダンス養成所に所属。現在音活動のみならず舞台やテレビドラマ、映画と幅広く活躍している。

## アルバム
- 1995年 - 「O.R.E.A.」「在你身辺」
- 1996年 - 「奇蹟」「一千種不放心」
- 1997年 - 「親熱」「自恋舞星級」
- 1998年 - 「妳愛他嗎?」「HELLO HOW ARE YOU?」「鍾情2次方」
- 2000年 - 「1995-2000最是精彩精選輯」
- 2004年 - 「流向巴黎」
- 2007年 - 「風和日麗」
- 2010年 - 「視覚動物」

## 映画
- 1996年 - 「超級班長」
- 1997年 - 「スウィート・シンフォニー」「英雄向後伝」
- 1998年 - 「別恋」「悪女列伝」
- 2000年 - 「今生有約」
- 2008年 - 「闘愛」
- 2009年 - 「夜枚瑰」「火線追凶シリーズ」
- 2012年 - 「ドラッグ・ウォー 毒戦」「シークレット・ガーデン」
- 2013年 - 「愛神」
- 2014年 - 「閨蜜」「いつか、また」「更年奇的な彼女」
- 2015年 - 「モンスター・ハント」
- 2016年 - 「ホワイト・バレット」
- 2016年 - 「バウンティ・ハンターズ」
- 2016年 - 「ワンス・アポン・ア・タイム・イン・上海」
- 2019年 - 「モフれる愛」

## テレビドラマ
- 1993年 - 「少年五虎」「開心華之裏」「不可思議星期二」「情場妙女郎」
- 1994年 - 「第三類法庭」
- 1995年 - 「親恩情未了」「刑事偵緝檔案1」
- 2000年 - 「上錯楼梯睡錯床」「白手風雲」
- 2001年 - 「流星花園～花より男子～」「朝倉くんちょっと!」（原題：Hi 上班女郎）
- 2002年 - 「偸偸愛上你」「千絲萬縷」
- 2003年 - 「風塵舞蝶」「四大名捕」「逆水寒」
- 2004年 - 「魔界之龍珠」
- 2005年 - 「午夜陽光」「侠骨丹心」
- 2006年 - 「康熙秘史」「江湖の薔薇」
- 2007年 - 「鹿鼎記〈新版〉」「上海王」
- 2009年 - 「内線」
- 2010年 - 「来不及説我愛你」「不如跳舞」「別無選擇」
- 2011年 - 「菩提樹下」「一觸即發」
- 2012年 - 「天涯明月刀」「最美的時光」
- 2013年 - 「天龍八部」「十月围城」「勇士之城」
- 2015年 - 「マイ・サンシャイン 〜何以笙簫默〜」（原題：何以笙蕭默）
- 2017年 - 「孤高の花 〜General＆I〜」（原題：孤芳不自賞）
- 2018年 - 「メモリーズ・オブ・ラブ 〜花束をあなたに〜」（原題：一路繁花相送）「涼生,我們可不可以不憂傷」

## 受賞
- ソウルドラマアワード 2015 アジアスター大賞（2015年）[1]